# Paolo Mazza (calciatore)
Paolo Mazza (San Marino, 27 ottobre 1961) è un ex calciatore sammarinese, di ruolo attaccante.
È il fratello maggiore di Marco Mazza.

## Carriera

### Club
Inizia la sua carriera calcistica nel 1970 a 8 anni nelle file dell'Urbetevere Calcio insieme a suo fratello Marco e vi rimane per otto anni, quando nel 1977 viene chiamato dalla Sampdoria dell'allora presidente Glauco Lolli Ghetti. Nel 1981 la Sampdoria lo promuove in prima squadra a 20 anni, ma nella stagione 1981-1982 Paolo Mazza non riesce a trovar spazio. L'anno successivo la Sampdoria decide di mandarlo in prestito al Teramo, a causa di alcune divergenze tra l'attaccante sammarinese e il tecnico Renzo Ulivieri. Durante la stagione in prestito al Teramo Paolo collezionò 28 presenze e realizzò 15 reti.
Nel 1983, al termine del campionato in prestito al Teramo, nonostante la buona stagione (28 presenze e 15 reti) la Sampdoria non ebbe l'interesse di farlo tornare e quindi lo diede a titolo definitivo al Teramo, società di Serie C1 e vi rimane per due stagioni.
Nel 1985 viene ceduto alla Civitanovese, società di Serie C2, Mazza rimane con i "marchigiani" per quattro stagioni.
Ai nastri di partenza della stagione 1989-1990 passa al Foligno, società che disputava l'Interregionale, e vi rimane per cinque stagioni.
Nel 1994 a 33 anni viene ingaggiato dal Pomezia,in Interregionale e vi rimane per due stagioni.
Ha giocato anche con Formia e Monterotondo

### Nazionale
Con la maglia del San Marino disputa tra il 1991 e il 1994 14 partite e segna un solo gol.
Allenatore
Ha allenato Cavese, Uni Pomezia dove è responsabile delle giovanili, Fiumicino, Pomezia, Città di Pomezia, Guidonia,  Nettuno, Albalonga, Bi.Ti. Marino, Atletico Torrenova, Lepanto Marino, Agora U17,  L'Aquila e dal 2024 è all'Audace 1919
È stato dirigente al Racing Ardea